# Порицање ХИВ/АИДС
Порицање ХИВ/АИДС-а је веровање, упркос убедљивим доказима који говоре супротно, да вирус хумане имунодефицијенције (ХИВ) не изазива синдром стечене имунодефицијенције (АИДС). Неки од ових заговорника одбацују постојање ХИВ-а, док други прихватају да ХИВ постоји, али тврде да је то безопасан вирус а не узрочник сиде. У мери у којој признају СИДУ као праву болест, они је приписују некој комбинацији сексуалног понашања, рекреативних дрога, неухрањености, лоших санитарних услова, хемофилије или ефекта лекова који се користе за лечење ХИВ инфекције (антиретровирусни лекови).
Научни консензус је да су докази који показују да је ХИВ узрок АИДС-а коначан и да су тврдње које поричу ХИВ/АИДС псеудонаука заснована на теоријама завере, погрешном расуђивању и погрешном представљању углавном застарелих научних података. Са одбацивањем ових аргумената од стране научне заједнице, материјал за порицање ХИВ/АИДС-а сада је усмерен на мање научно софистицирану публику и шири се углавном путем интернета.
Упркос недостатку научног прихватања, порицање ХИВ/АИДС-а је имало значајан политички утицај, посебно у Јужној Африци под председништвом Табоа Мбекија. Научници и лекари су подигли узбуну због порицања ХИВ/АИДС-а, што обесхрабрује ХИВ позитивне људе да користе доказане третмане. Истраживачи јавног здравља су приписали 330.000 до 340.000 смртних случајева повезаних са АИДС-ом, заједно са 171.000 других ХИВ инфекција и 35.000 ХИВ инфекција новорођенчади, бившем загрљају владе Јужне Африке порицању ХИВ/АИДС-а. Прекинута употреба антиретровирусних третмана је такође велики глобални проблем јер потенцијално повећава вероватноћу појаве сојева вируса отпорних на антиретровирусне лекове.

## Историја
Констелација симптома названа „имуни недостатак повезан са хомосексуалцима” забележен је 1982. Године 1983. група научника и лекара на Пастеровом институту у Француској, предвођена Ликом Монтањијеом, открила је нови вирус код пацијента са знацима и симптомима који често претходи сиди. Назвали су вирус вирусом повезан са лимфаденопатијом или ЛАВ и послали узорке тиму Роберта Галоа у Сједињеним Државама. Њихови налази су рецензирани и планирани за објављивање у часопису Наука.
На конференцији за штампу одржаној 23. априла 1984. у Вашингтону, Маргарет Хеклер, секретарка за здравство и људске услуге, објавила је да су Гало и његови сарадници открили вирус који је био „вероватни” узрок сиде. Овај вирус је првобитно назван HTLV-III. Исте године, Каспер Шмит је одговорио на ове радове са „Групно-фантастично порекло АИДС-а“. Шмит је тврдио да СИДА није стварна болест, већ пре пример „епидемијске хистерије“, у којој групе људи подсвесно глуме друштвене сукобе. Шмит је упоредио АИДС са документованим случајевима епидемијске хистерије у прошлости за које се погрешно мислило да су заразне. Шмит је касније умро од сиде 1994. године. 
Године 1986. вируси које су открили Монтањије и Гало, за које је утврђено да се генетски не могу разликовати, преименовани су у ХИВ. Дуесбергова публикација се поклопила са почетком великих кампања јавног здравља и развојем зидовудина као лека за ХИВ/АИДС.
Године 1987, молекуларни биолог Петер Дуесберг довео је у питање везу између ХИВ-а и АИДС-а.
Године 1988, панел Института за медицину Националне академије наука САД открио је да су „докази да ХИВ изазива СИДУ научно убедљиви.“ Исте године, магазин Наука је објавила Блатнеров, Галов и Теминов рад „ХИВ изазива СИДУ“ “, и Дуесбергов рад „ХИВ није узрок сиде“. Исте године, група скептика са седиштем у Перту, Западна Аустралија, предвођена са Елени Пападопулос-Елеопулос, објавила је у нерецензираном часопису свој први чланак који доводи у питање аспекте истраживања ХИВ/АИДС-а, тврдећи да „не постоји убедљив разлог да се преферира вирусна хипотеза СИДА-е него она заснована на активности оксидационих агенаса“.
Године 1989. Дуесберг је искористио своје право као члан Националне академије наука да заобиђе процес рецензије и објавио је своје аргументе у Зборнику Националне академије наука Сједињених Америчких Држава (ПНАС) без рецензије. Уредник ПНАС-а се у почетку опирао, али је на крају дозволио Дуесбергу да објави, рекавши: „Ако желите да објавите ове неподржане, нејасне и предрасуде изјаве, нека буде. Али не видим како би ово било убедљиво било ком научно обученом читаоцу."“
Године 1990, физиолог Роберт Рут-Бернстајн објавио је свој први рецензирани чланак у којем је изнео своје приговоре на уобичајени поглед на АИДС и ХИВ. У њему је довео у питање и гледиште и „дисидентско“ гледиште као потенцијално нетачно.
Године 1991. Група за научну преиспитивање хипотезе о ХИВ-АИДС-у, која се састојала од дванаест научника, лекара и активиста, послала је кратко писмо разним часописима, али је писмо одбијено.
Године 1993. часопис Природа је објавио уводник у којем се тврди да је Дуесберг изгубио своје право на одговор упуштајући се у неискрене реторичке технике и игноришући све доказе који су у супротности са његовим тврдњама. Исте године, Пападопулос-Елеопулос и коаутори из групе скептика навели су у часопису Биотехнологија природе да блот тест на ХИВ није стандардизован, да није поновљив због непознате специфичности и да нема „златног стандарда“.
Дана 28. октобра 1994. Роберт Вилнер, лекар коме је одузета лекарска лиценца због, између осталог, лечења пацијента од сиде озоном, јавно је убо у прст крв за коју је рекао да је од ХИВ-инфицираног пацијента. Вилнер је умро 1995. од срчаног удара.
Године 1995, Група за научну преиспитивање хипотезе о ХИВ-АИДС-у 1991. године објавила је рад у часопису Наука слично оном које су покушали да објаве 1991. године. Исте године, друга група скептика, објавила је оглас у британском геј и лезбејском часопису Пинк папири нудећи награду од 1.000 фунти „првој особи која пронађе један научни рад који утврђује стварну изолацију ХИВ-а“, према сету од седам кораке за које су тврдили да их је израдио Пастеров институт 1973. године. Тај изазов су касније одбацили различити научници, укључујући Дуесберга, тврдећи да ХИВ несумњиво постоји. Стефан Ланка је исте године тврдио да ХИВ не постоји.[ Такође те године, Национални институт за алергију и инфективне болести објавио је извештај у којем се закључује да „обиље епидемиолошких, виролошких и имунолошких података подржава закључак да је инфекција вирусом хумане имунодефицијенције (ХИВ) основни узрок АИДС-а“.
Британски медицински журнал је 1996. објавио „Одговор: аргументи су у супротности са хипотезом „страни протеин-зидовудин““ као одговор на Дуесбергову петицију. Лист је тврдио да је Дуесберг погрешио у погледу узрока сиде код хемофиличара. Године 1997, скептици су довели у питање постојање ХИВ-а и спекулисали да производња антитела која препознају ХИВ протеине може бити узрокована алогеним стимулусима и аутоимуним поремећајима. Наставили су да понављају ову спекулацију до најмање 2006. године.
Године 1998, Џоан Шентон је објавила књигу Позитивно лажно – разоткривање митова око ХИВ-а и сиде, која промовише порицање АИДС-а. У књизи Шентон тврди да је СИДА завера коју су створиле фармацеутске компаније да би зарадиле новац од продаје антиретровирусних лекова.
Године 2006, Селија Фарбер, новинарка и такође скептик кад је у питању ХИВ/АИДС-а, објавила је есеј у мартовском издању Харпер магазина под насловом „Ван контроле: СИДА и корупција медицинске науке“, у којем је сумирала низ аргумената запорицање АИДС-а и наводна некомпетентност, завера и превара од стране медицинске заједнице. Научници и активисти за АИДС опширно су критиковали чланак као нетачан, обмањујући са лоше провереним чињеницама.
Године 2007, чланови групе скептика сведочили су на жалбеном саслушању за Андреа Чеда Парензиа, тврдећи да се ХИВ не може пренети хетеросексуалним односом. Судија је закључио: „Одбацујем сведочење госпође Пападопулос-Елеопулос и др Тарнера. Закључујем... да они нису квалификовани да дају експертска мишљења.“
Године 2009. објављен је рад у тадашњем часопису Медицинске хипотезе од стране Дуесберга и четири друга истраживача који су критиковали студију Чигведереа и других из 2008. која је открила да је порицање ХИВ/АИДС-а у Јужној Африци резултирало да има стотине хиљада смртних случајева од ХИВ/АИДС-а који се могу спречити, јер је влада одложила обезбеђивање антиретровирусних лекова. Лист је закључио да су „тврдње да је ХИВ изазвао огромне губитке афричких живота непотврђене и да ХИВ није довољан, па чак ни неопходан да изазове раније познате болести, које се сада називају СИДА у присуству антитела против ХИВ-а.” Касније те године, рад је повучен из часописа на основу методолошких недостатака и да садржи тврдње „које потенцијално могу бити штетне по глобално јавно здравље“. Ревидирана верзија је касније објављена у италијанском часопису часопису Анатомија и ембриологија.

### Амерички судови
Године 1998, негирање ХИВ/АИДС-а и родитељска права сукобили су се са медицинском естаблишментом на суду када се становница Мејна Валери Емерсон борила за право да одбије да да зидовудин свом четворогодишњем сину Николасу Емерсону, након што је умрла њена ћерка Тиа у доби од три године 1996. Њено право да прекине лечење суд је потврдио у светлу „њеног јединственог искуства“. Николас Емерсон је умро осам година касније. Породица је одбила да открије да ли је смрт повезана са сидом.

### Јужна Африка
Године 2000, јужноафрички председник Табо Мбеки позвао је неколико оних који су порицали ХИВ/АИДС да се придруже његовом председничком саветодавном панелу за АИДС. Издат је одговор под називом Декларација из Дурбана који потврђује научни консензус да ХИВ изазива СИДУ:
Декларацију је потписало преко 5.000 људи, укључујући добитнике Нобелове награде, директоре водећих истраживачких институција, научних академија и медицинских друштава, посебно Националну академију наука САД, Медицински институт САД, институте Макс Планк, Европску организацију за молекуларну биологију, Пастеров институт у Паризу, Краљевско друштво из Лондона, Друштво за АИДС Индије и Национални институт за вирусологију у Јужној Африци. Поред тога, потписале су хиљаде појединачних научника и лекара, укључујући многе из земаља које носе највећи терет епидемије. Потписници су магистри, доктори наука или еквивалентни нивои, иако је од научника који раде за комерцијалне компаније затражено да не потпишу. 
Године 2008, истраживач са Универзитета у Кејптауну Николи Натрас, а касније те године и група научника са Харварда на челу са зимбабвеанским лекаром Прајдом Чигведереом, сваки је независно проценио да је политика порицања Табоа Мбекија довела до ране смрти више од 330.000 Јужноафриканаца. Барбара Хоган, министарка здравља коју је именовао Мбекијев наследник, изразила је срамоту због налаза студија и изјавила: "Ера порицања је потпуно завршена у Јужној Африци."
Године 2009. Фрасер Мекнил је написао чланак у којем је тврдио да је оклевање Јужне Африке да се отворено позабави ХИВ/АИДС-ом резултат друштвених конвенција које спречавају људе да говоре о узроцима смрти у одређеним ситуацијама, пре него из Мбекијевих демантских ставова. Слично, политиколог Ентони Батлер је тврдио да се „јужноафричка политика ХИВ/АИДС-а може објаснити без позивања на ирационалност вођства или шире културно порицање.“
У јулу 2016. Арон Мотсоаледи, министар здравља Јужне Африке, написао је чланак за Центар за здравствено новинарство у којем је критиковао бивше јужноафричке лидере због њиховог порицања, описујући то као „несретан тренутак“ у земљи која је од тада постала лидер у лечењу и превенцији.

## Заједница скептика
Скептици користе своју критику везе између ХИВ-а и АИДС-а да промовишу алтернативну медицину као лек, и покушавају да убеде ХИВ позитивне особе да избегавају АРВ терапију у корист витамина, масаже, јоге и других непроверених третмана. Упркос овој промоцији, они умањују сваку повезаност са алтернативним терапијама и покушавају да се прикажу као „дисиденти“. Чланак у часопису Скептични истраживач је наводио:
Порицатељи АИДС-а [више воле] да себе окарактеришу као храбре „дисиденте“ који покушавају да ангажују непријатељски медицински/индустријски естаблишмент у праву научну „дебату“. Они се жале да су њихови покушаји да постављају питања и постављају алтернативне хипотезе неправедно одбачени или игнорисани по цену самог научног напретка... С обзиром на њихов отпор свим доказима који говоре супротно, данашњи дисиденти против АИДС-а се прикладније називају порицатељима АИДС-а. 
Неколико научника је повезано са порицањем ХИВ/АИДС-а, иако они сами нису проучавали АИДС или ХИВ. Један од најпознатијих и најутицајнијих је Дуесберг, професор молекуларне и ћелијске биологије на Калифорнијском универзитету у Берклију, који од 1987. оспорава да научни докази показују да ХИВ изазива СИДУ. Други научници повезани са порицањем ХИВ/АИДС-а су биохемичари Давид Расник и Харви Биали. Биолог Лин Маргулис је тврдила да „нема доказа да је ХИВ инфективни вирус“ и да се симптоми АИДС-а „потпуно преклапају“ са симптомима сифилиса. Патолог Етјен де Харвен такође је изразио саосећање са порицањем ХИВ/АИДС-а. Истраживач АИДС-а Сет Калицман наводи биохемичара Карија Мулиса „међу ко је ко од псеудонаучника о АИДС-у“ упркос томе што је Мулис добио Нобелову награду за хемију 1993. за своју улогу у развоју ланчане реакције полимеразе. Мулис, који није радио никаква истраживања о ХИВ-у, изразио је скептицизам о односу између ХИВ-а и АИДС-а у својој аутобиографији из 1998. године. 
Додатни значајни скептици ХИВ/АИДС-а су аустралијски академски етичар Хирам Кејтон, покојни математичар Серж Ланг, бивши администратор колеџа Хенри Бауер, новинарка Селија Фарбер, амерички водитељ за разговор и аутор о алтернативној и комплементарној медицини и исхрани Гери Нул и покојна активисткиња Кристин Магиор, која је охрабривала ХИВ позитивне мајке да се одрекну анти-ХИВ третмана и чија је трогодишња ћерка умрла од компликација нелечене болести АИДС-а. Нејт Мендел, басиста рок групе Фу Фајтерс, изразио је подршку идејама порицања ХИВ/АИДС-а и организовао добротворни концерт у јануару 2000. за организацију Alive & Well AIDS Alternatives. Организације порицатеља ХИВ/АИДС-а укључују групу Перт, састављену од неколико аустралијских болничких радника, и Фондацију за ресурсе имунитета.
Порицање ХИВ/АИДС-а добио је одређену подршку политичких конзервативаца у Сједињеним Државама а професор социологије Стивен Епштајн написао је да „... привлачност Дуесбергових ставова конзервативцима — свакако укључујући и оне који имају мало симпатија према геј покрету — не може се порећи.“ 
У чланку у часопису Скептични истраживач Николи Натрас је прегледала истакнуте чланове заједнице порицања ХИВ/АИДС-а и расправљала о разлозима неумољиве снаге порицања ХИВ/АИДС-а упркос научном и медицинском консензусу који подржавају преко два деценијама доказа. Она је приметила да упркос томе што су различита група људи са веома различитим позадином и професијама, порицатељи ХИВ/АИДС-а се самоорганизују како би испунили четири важне улоге:
- „Научници хероји“ желе да обезбеде научни легитимитет: Пре свега Дуесберг који од почетка игра централну улогу у порицању ХИВ/АИДС-а. Остали су Дејвид Расник, Етјен де Харвен и Кари Малис чија Нобелова награда га чини симболично важним.
- „Култропренери“ који нуде лажне лекове уместо антиретровирусне терапије: Матијас Рет, Гери Нул, Мајкл Елнер и Роберто Гиралдо, сви промовишу алтернативну медицину и лекове са дозом теорија завере у облику књига, лековитих производа, радио емисија и саветовања услуге.
- ХИВ позитивне „живе иконе“ које пружају доказ концепта тако што изгледају да живе здраво без антиретровирусне терапије: Кристин Мађоре је била и још увек је најважнија икона у покрету порицања ХИВ/АИДС-а упркос чињеници да је умрла од компликација повезаних са АИДС-ом 2008. .
- „Похваљени певачи“: симпатични новинари и филмски ствараоци који проглашавају покрет некритичким. Међу њима су новинари Селиа Фарбер, Лиам Шеф и Невил Хоџкинсон; Брент Леунг и Роберт Лепо.

Неки од њих су имали преклапајуће улоге као чланови одбора организације Alive and Well AIDS Alternatives, били су укључени у филмове House of Numbers, The Other Side of AIDS или у саветодавном панелу Табо Мбекија за АИДС. Натрас је тврдила да порицање ХИВ/АИДС-а добија друштвену привлачност кроз моћне ефекте изградње заједнице где ова четири организована лика формирају „симбиотску везу између порицања АИДС-а и алтернативних модалитета лечења“ и да су „омогућени заједничким конспиративним ставом према науци о ХИВ-у“.

### Бивши скептици
Неколико од ретких истакнутих научника који су некада изразили сумње у вези са ХИВ/АИДС-ом од тада су променили своје ставове и прихватили чињеницу да ХИВ игра улогу у изазивању сиде, као одговор на акумулацију новијих студија и података. Рут-Бернстајн, аутор књиге Rethinking AIDS: The Tragic Cost of Premature Consensus и бивши критичар узрочне улоге ХИВ-а у АИДС-у, од тада се дистанцирао од покрета за порицање ХИВ/АИДС-а, рекавши: „И табор који каже да је ХИВ маца и људи који тврде да је СИДА све ХИВ су у криву... Скептици износе тврдње које су очигледно у супротности са постојећим студијама."
Џозеф Сонабенд, који је до касних 1990-их сматрао да је питање узрочности АИДС-а нерешено, преиспитао се у светлу успеха новијих антиретровирусних лекова, наводећи: „Докази сада снажно подржавају улогу ХИВ-а… Лекови који могу да вам спасу живот такође под различитим околностима могу те убити. Ово је разлика коју скептици изгледа не разумеју." Сонабенд је такође критиковао порицатеље ХИВ/АИДС-а због лажног имплицирања да подржава њихов став, рекавши:
Неки појединци који верују да ХИВ уопште не игра никакву улогу у АИДС-у су имплицирали да подржавам њихове погрешне ставове о узрочности АИДС-а укључивањем неприкладних референци на мене у њихову литературу и на њихове веб странице. Пре него што је ХИВ откривен и његова повезаност са АИДС-ом утврђена, имао сам потпуно одговарајући став да је узрок АИДС-а тада био непознат. Успешно сам лечио стотине пацијената са АИДС-ом антиретровирусним лековима и нема сумње да ХИВ игра неопходну улогу у овој болести.
Бивши скептик је написао у часопису Медицинска етика 2004. године:
Група [скептика] редовно указује на значајан број научника који подржавају њену агенду да преиспита хипотезу о ХИВ/АИДС-у. Неки од тих чланова који се још увек наводе су људи који су мртви већ неколико година. Иако је тачно да су ови људи подржавали циљ научне поновне процене везе између ХИВ/АИДС-а док су били живи, јасно је да је тешко утврдити шта би ови људи направили од научног развоја и акумулације доказа за ХИВ као кључни узрочник АИДС-а, који се догодио у годинама након њихове смрти.

### Смрт ХИВ позитивних скептика
Године 2007. aidstruth.org, веб страница коју воде истраживачи ХИВ-а да би се супротставили тврдњама порицања, је објавила делимичну листу скептика ХИВ/АИДС-а који су умрли од узрока повезаних са АИДС-ом. На пример, уредници часописа Continuum доследно су порицали постојање ХИВ/АИДС-а. Часопис је угашен након што су оба уредника умрла од АИДС-а. У сваком случају, заједница порицатеља ХИВ/АИДС-а приписала је смрти непознатим узроцима, тајној употреби дрога или стресу, а не ХИВ/АИДС-у. Слично томе, неколико ХИВ позитивних бивших дисидената је пријавило да их је заједница порицања АИДС-а изопштила након што су развили АИДС и одлучили да наставе са ефикасним антиретровирусним третманом.
Године 2008. активисткиња Кристин Мађоре умрла је у 52. години док је била под лекарском негом од упале плућа. Мађоре, мајка двоје деце, основала је организацију која помаже другим ХИВ позитивним мајкама да избегну узимање антиретровирусних лекова који смањују ризик од преношења ХИВ-а са мајке на дете. Након што је њена трогодишња ћерка умрла од упале плућа повезане са АИДС-ом 2005. године, Мађоре је наставила да верује да ХИВ није узрок АИДС-а, а она и њен супруг Робин Сковил тужили су округ Лос Анђелес и друге у име своје ћерке, због наводног кршења грађанских права Елизе Сковил објављивањем извештаја о обдукцији у којем је наведен њен узрок смрти као упала плућа повезана са АИДС-ом. Странке су се нагодиле ван суда, при чему је округ платио Сковилу 15.000 долара у марту 2009. године, без признања да су починили кривично дело. Одлука мртвозорника Лос Анђелеса да је Елиза Сковил умрла од сиде остаје званична пресуда.

## Утицај изван научне заједнице
Тврдње порицања АИДС-а нису успеле да привуку подршку у научној заједници, где се докази о узрочној улози ХИВ-а у АИДС-у сматрају коначним. Међутим, покрет је имао значајан утицај у политичкој сфери, што је кулминирало тиме што је бивши јужноафрички председник Табо Мбеки прихватио тврдње о АИДС-у. Резултирајуће владино одбијање да пружи ефикасан третман против ХИВ-а у Јужној Африци окривљено је за стотине хиљада прераних смрти повезаних са АИДС-ом у Јужној Африци.

### Северна Америка и Европа
Скептицизам према томе да је ХИВ узрок АИДС-а почео је скоро одмах након што је објављено откриће ХИВ-а. Један од најранијих истакнутих скептика био је новинар Џон Лауритсен, који је у својим писмима тврдио да су амил нитрит попери играли улогу у АИДС-у и да су Центри за контролу и превенцију болести користили статистичке методе које су то прикривале.

#### Научна литература
Објављивање Дуесберговог првог документа о СИДИ 1987. године омогућило је видљивост за тврдње које поричу. Убрзо након тога, часопис Наука је известио да су Дуесбергове примедбе привукле „велику пажњу медија, посебно у геј штампи где је он нешто као херој.“ Међутим, Дуесбергова подршка у геј заједници се смањивала како је имао низ изјава које се доживљавају као хомофобичне; у интервјуу 1988. године, Дуесберг је изјавио да верује да је епидемија АИДС-а „изазвана стилом живота који је био криминалан пре двадесет година.“
У наредних неколико година, други су постали скептични према теорији о ХИВ-у пошто истраживачи у почетку нису успели да произведу ефикасан третман или вакцину за СИДУ. Новинари попут Невила Хоџкинсона и Селије Фарбер редовно су промовисали порицање идеја у америчким и британским медијима; неколико телевизијских документарних филмова је такође снимљено како би се повећала свест о алтернативном гледишту. У периоду 1992–1993, Хоџкинсон је објавио серију чланака у којима се тврдило да је епидемија АИДС-а у Африци била мит. Ови чланци наглашавају Дуесбергове тврдње и тврде да је антивирусна терапија неефикасна, тестирање на ХИВ непоуздано и да СИДА није претња хетеросексуалцима. Извештавање је жестоко критиковано као искосано, обмањујуће и потенцијално опасно; научни часопис Природа предузео је необичан корак штампањем уводника из 1993. у којем је извештавање о ХИВ/АИДС-у у новинама назвао "озбиљно погрешним и вјероватно катастрофалним."
Нашавши потешкоће у објављивању својих аргумената у научној литератури, Дуесберг је искористио своје право као члан Националне академије наука да објави у Зборнику Националне академије наука Сједињених Америчких Држава без проласка кроз процес рецензије. Међутим, Дуесбергов рад је подигао „црвену заставу“ на часопису и уредник га је доставио на необавезујући преглед. Сви рецензенти су нашли велике недостатке у Дуесберговом раду; рецензент којег је Дуесберг посебно изабрао је приметио присуство „обмањујућих аргумената“, „нелогичних изјава“, „погрешних представљања“ и политичких призвука. На крају, уредник Зборника је прећутно пристао на објављивање, пишући Дуесбергу: „Ако желите да објавите ове непоткрепљене, нејасне и предрасуде изјаве у штампи, нека буде. Али не видим како би ово било убедљиво за било кога обучени читалац.“
Скептици ХИВ/АИДС-а често прибегавају посебним молбама да подрже своју тврдњу, залажући се за различите узроке АИДС-а на различитим локацијама и подпопулацијама. У Северној Америци, за СИДУ се окривљује здравствени ефекат незаштићеног аналног секса и попера (лекови из класе алкил нитрита) на хомосексуалне мушкарце, што је аргумент који не објашњава СИДУ код хетеросексуалних жена без дрога које поричу учешће у аналном сексу. У овом случају, порицатељи ХИВ/АИДС-а тврде да жене имају анални секс, али одбијају да то открију. Код хемофиличне северноамеричке деце која су се заразила ХИВ-ом трансфузијом крви, тврди се да сама хемофилија или њен третман изазивају СИДУ. У Африци се за СИДУ окривљује лоша исхрана и санитарни услови због сиромаштва. За богате популације у Јужној Африци са адекватном исхраном и санитарним условима, тврди се да антиретровирусни лекови који се користе за лечење АИДС-а узрокују ово стање. У сваком случају, игнорише се најштедљивије објашњење и обједињујући фактор – ХИВ позитиван статус, као и хиљаде студија које се приближавају заједничком закључку да је СИДА узрокована ХИВ инфекцијом.
Хемофилију сматрају најбољим тестом хипотезе о ХИВ-у и АИДС-у и порицатељи и истраживачи АИДС-а. Док Дуесберг тврди да је СИДА код хемофиличара узрокована контаминираним факторима згрушавања и да је ХИВ безопасан вирус путника, овај резултат је у супротности са великим студијама на пацијентима са хемофилијом који су примили контаминирану крв. Поређење група које су примале висок, средњи и низак ниво контаминираних фактора згрушавања открило је да се стопе смртности значајно разликују у зависности од ХИВ статуса. Од 396 ХИВ позитивних хемофиличара праћених између 1985. и 1993. године, 153 је умрло. Компаративни број за ХИВ негативну групу био је један од 66, упркос упоредивим дозама контаминираних фактора згрушавања. Поређење појединаца који примају крв такође подржава резултате; 1994. године било је 6888 особа са АИДС-ом код којих је ХИВ инфекција повезана са трансфузијом крви. Од увођења тестирања на ХИВ, број особа чији се статус АИДС-а може пратити на основу трансфузије крви био је само 29 (од 1994. године).

#### Интернет
Са увођењем високоактивне антиретровирусне терапије (ХААРТ) 1996–1997, преживљавање и опште здравље људи са ХИВ-ом су се значајно побољшали. Позитиван одговор на лечење лековима против ХИВ-а учврстио је научно прихватање парадигме ХИВ/АИДС-а и навео неколико истакнутих порицатеља ХИВ/АИДС-а да прихвате узрочну улогу ХИВ-а. Сматрајући да су њихови аргументи све више дискредитовани од стране научне заједнице, порицатељи су своју поруку пренели популарној штампи. Бивши скептик је написао:
"Научници међу ХИВ дисидентима користили су своје академске акредитиве и академске припадности да би изазвали интересовање, симпатије и оданост код лаичке публике. Нису били професионално забринути око регрутовања лаика — који очигледно нису били у стању да процене научну валидност или супротност својих ставова — за свој циљ."
Поред елемената популарне и алтернативне штампе, идеје порицања АИДС-а се углавном пропагирају путем интернета.
Чланак из 2007. PLoS Medicine наводи:
"Пошто су ове порицање тврдње изнете у књигама и на Интернету, а не у научној литератури, многи научници или нису свесни постојања организованих група скептика, или верују да их могу безбедно игнорисати као дискредитовану маргину. И заиста, научници су одавно одговорили на већину аргумената скептика ХИВ-а. Међутим, многи чланови шире јавности немају научну позадину да критикују тврдње које изнесу ове групе, и не само да их прихватају већ и даље пропагирају."

#### Мишљење лаика и понашања у вези са АИДС-ом
Активисти за АИДС изразили су забринутост да би аргументи порицања о безазлености ХИВ-а могли бити одговорни за пораст ХИВ инфекција. Тврдње порицања и даље имају значајан утицај у неким заједницама; истраживање спроведено на догађајима геј поноса мањина у четири америчка града 2005. показало је да 33% учесника сумња да ХИВ изазива СИДУ. Слично, истраживање из 2010. године на 343 особе које живе са ХИВ/АИДС-ом показало је да сваки пети од њих мисли да нема доказа да ХИВ изазива СИДУ и да третмани за ХИВ доносе више штете него користи. Према Стивену Томасу, директору Центра за здравље мањина Универзитета у Питсбургу, „људи се фокусирају на погрешну ствар. Фокусирају се на завере уместо да се штите, уместо да се тестирају и траже одговарајућу негу и лечење." Афроамериканци врло вероватно верују да ХИВ не изазива СИДУ, делом зато што понекад доживљавају улогу ХИВ-а у болести као део расистичке агенде. Истраживање младих одраслих у Кејптауну у Јужној Африци из 2012. показало је да је веровање у порицање АИДС-а снажно повезано са повећаном вероватноћом упуштања у небезбедни секс.

### Јужна Африка
Тврдње које негирају ХИВ/АИДС имале су велики политички, друштвени и јавноздравствени утицај у Јужној Африци. Влада тадашњег председника Табоа Мбекија била је саосећајна са ставовима порицатеља ХИВ/АИДС-а, а критичари су оптуживали да је утицај порицања одговоран за спор и неефикасан одговор владе на огромну епидемију АИДС-а у земљи.
Независне студије су дошле до скоро идентичних процена људских трошкова порицања ХИВ/АИДС-а у Јужној Африци. Према раду који су написали истраживачи са Харвардске школе јавног здравља, између 2000. и 2005. године, више од 330.000 смртних случајева и процењених 35.000 ХИВ инфекција новорођенчади се догодило „због неуспеха да се прихвате коришћење доступних [антиретровирусних лекова] за превенцију и лечи ХИВ/АИДС на благовремен начин.“ Николи Натрас са Универзитета у Кејптауну изјавила је да се процењује да је 343.000 вишка смртних случајева повезаних са АИДС-ом и 171.000 инфекција резултат политике администрације Мбекија, што је резултат на који се позива речима Питера Менделсона као „геноцид лењости“.

#### Дурбанска декларација
Године 2000, када је Међународна конференција о АИДС-у одржана у Дурбану, Мбеки је сазвао председничку саветодавну комисију која је садржала низ скептика ХИВ/АИДС-а, укључујући Дуесберга и Давида Расника. Састанци Саветодавног одбора били су затворени за јавност; Расник се залагао за законску забрану тестирања на ХИВ и негирао да је видео „било какве доказе” о катастрофи АИДС-а у Јужној Африци, док је Дуесберг „одржао презентацију толико удаљену од афричке медицинске стварности да је напустила неколико локалних лекара одмахују главом.“
У свом обраћању на Међународној конференцији о АИДС-у, Мбеки је поновио свој став да ХИВ није у потпуности одговоран за СИДУ, што је навело стотине делегата да напусте његов говор. Мбеки је такође послао писмо бројним светским лидерима упоређујући мејнстрим истраживачку заједницу АИДС-а са присталицама режима апартхејда. Тон и садржај Мбекијевог писма навели су дипломате у САД да се у почетку запитају да ли је то била превара.
Научници и активисти који се баве АИДС-ом били су згрожени председниковим понашањем и одговорили су Декларацијом из Дурбана, документом који потврђује да ХИВ изазива СИДУ, који је потписало преко 5.000 научника и лекара.

#### Критика одговора владе
Бивша јужноафричка министарка здравља Манто Тшабала-Мсиманг такође је изазвала оштре критике, јер је често промовисала нутритивне лекове као што су бели лук, лимун, цвекла и маслиново уље, људима који пате од АИДС-а, док је наглашавала могуће токсичности антиретровирусних лекова, које је она назвала „отровом“. Јужноафричко медицинско удружење оптужило је Шабалала-Мсиманга да је „збунила угрожену јавност“. У септембру 2006, група од преко 80 научника и академика позвала је на „тренутно смењивање др Мсиманга са места министра здравља и на окончање катастрофалних, псеудонаучних политика које су карактерисале одговор јужноафричке владе на ХИВ/АИДС .“ У децембру 2006, заменик министра здравља Нозизве Мадлала-Рутлеџ описао је „негирање на највишим нивоима“ због сиде.
Влада бившег јужноафричког председника Табоа Мбекија била је широко критикована због одлагања увођења програма за обезбеђивање антиретровирусних лекова особама са узнапредовалом ХИВ болешћу и ХИВ позитивним трудницама. Национални програм лечења почео је тек након што је Кампања акције лечења (ТАЦ) покренула правни поступак против владиних министара, тврдећи да су они одговорни за смрт 600 ХИВ позитивних људи дневно који нису могли да приступе лековима. Јужна Африка је била једна од последњих земаља у региону која је започела такав програм лечења, а увођење је било много спорије од планираног.
На шеснаестој међународној конференцији о АИДС-у, Стивен Луис, специјални изасланик УН-а за СИДУ у Африци, напао је Мбекијеву владу због њеног спорог одговора на епидемију АИДС-а и ослањања на тврдње порицања:
"То [Јужноафричка Република] је једина земља у Африци … чија је влада још увек глупа, отезана и немарна по питању увођења лечења… То је једина земља у Африци чија влада наставља да промовише теорије које су вредније лудака него забринутих и саосећајно стање."
Мбеки је 2002. године затражио да скептици ХИВ/АИДС-а више не користе његово име у својој литератури и да престану да потписују документе са „чланом Саветодавне комисије за АИДС председника Мбекија“. Ово се поклопило са изјавом владе Јужне Африке која је пратила њену кампању за борбу против АИДС-а из 2002. године, да „...у вођењу ове кампање, полазна тачка владе је заснована на премиси да ХИВ изазива СИДУ“. Без обзира на то, сам Мбеки је наставио да промовише и брани тврдње о АИДС-у. Његови лојалисти су напали бившег председника Нелсона Манделу 2002. године када је Мендела довео у питање владину политику против АИДС-а, а Мбеки је напао Малегапуруа Вилијама Макгобу, једног од водећих јужноафричких научника, као расистичког браниоца „западне науке“ због супротстављања порицању ХИВ/АИДС-а.
Почетком 2005. године бивши јужноафрички председник Нелсон Мендела објавио је да му је син умро од компликација АИДС-а. Менделино јавно саопштење је виђено и као покушај борбе против стигме повезане са АИДС-ом, и као „политичка изјава осмишљена да… примора председника [Мбекија] да одустане од свог порицања.“
Године 2008. Мбеки је збачен са власти и наследио га је на том месту Халема Мотланте. Халем је првог дана мандата сменио министарку здравља Мсиманг, која је промовисала тврдње против АИДС-а и препоручивала бели лук, цвеклу и лимунов сок као лекове за АИДС. Барбара Хоган, новоименована за министра здравља, изразила је срамоту због тога што је Мбеки влада прихватила порицање ХИВ/АИДС-а и обећала нови курс, наводећи: „Ера порицања је потпуно завршена у Јужној Африци.“